# 디마르가리스목
디마르가리스목(Dimargaritales)은 키크셀라아문에 속하는 균류 목의 하나이다. 기생 균류이다.

## 하위 분류
- 디마르가리스과 (Dimargaritaceae)
  - 디마르가리스속 (Dimargaris)
  - 디스피라속 (Dispira)
  - Tieghemiomyces
- incertae sedis
  - 스피날리아속 (Spinalia)